# Рибе
Рибе (дат. Ribe, нем. Ripen) — город на юго-западе Дании, старейший город в стране.

## География
Город Рибе расположен на юго-западе Дании, на берегу Северного моря, близ устья реки Рибе-О. Город является административным центром провинции Рибе, входящей в регион Южная Дания. Площадь города составляет 352 км². Численность населения — 8210 человек (на 2009 год). Крупный религиозный центр, в прошлом — центр епископата. В Рибе сохранился собор XII столетия.

## История

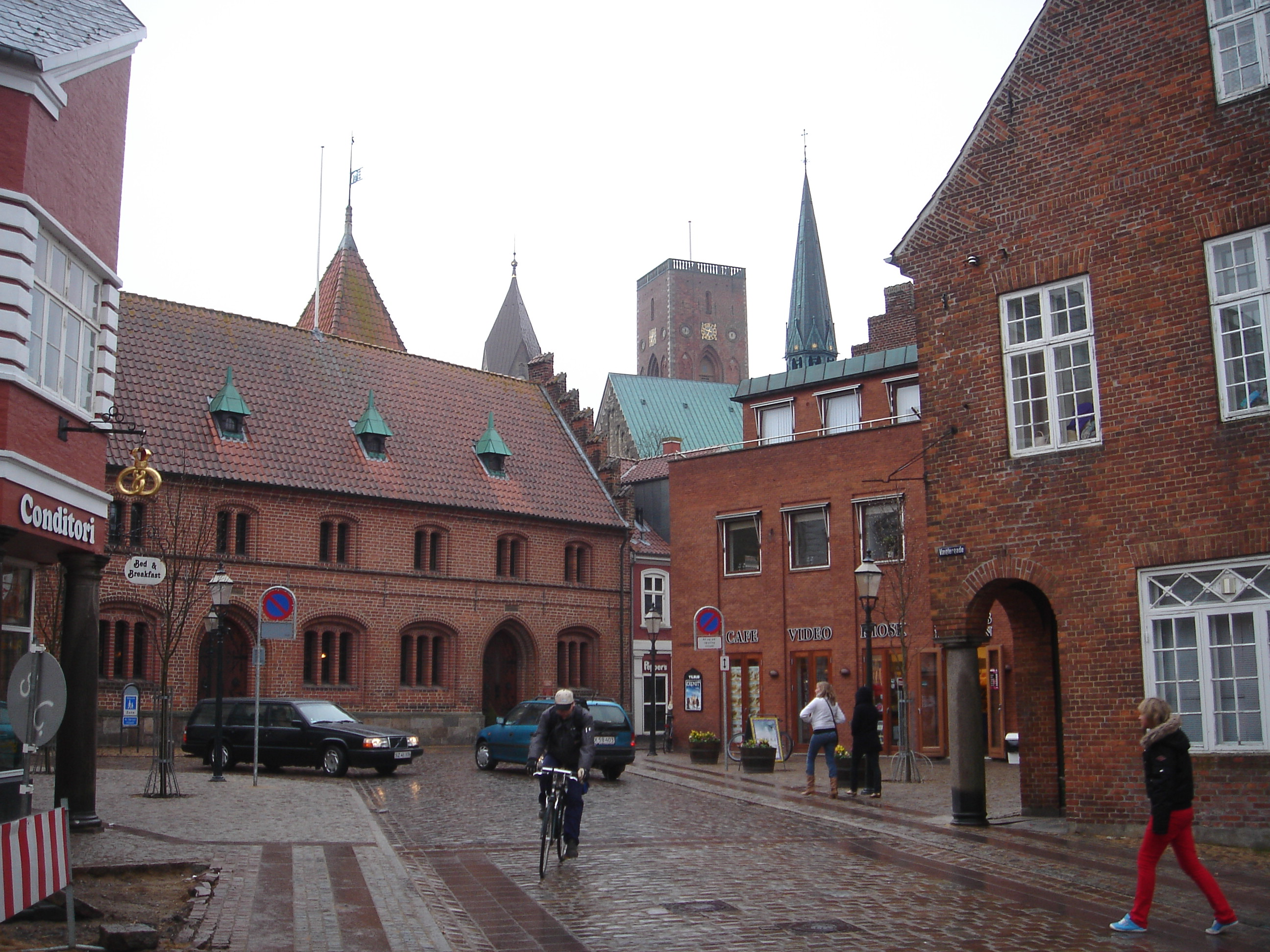
Улицы Рибе

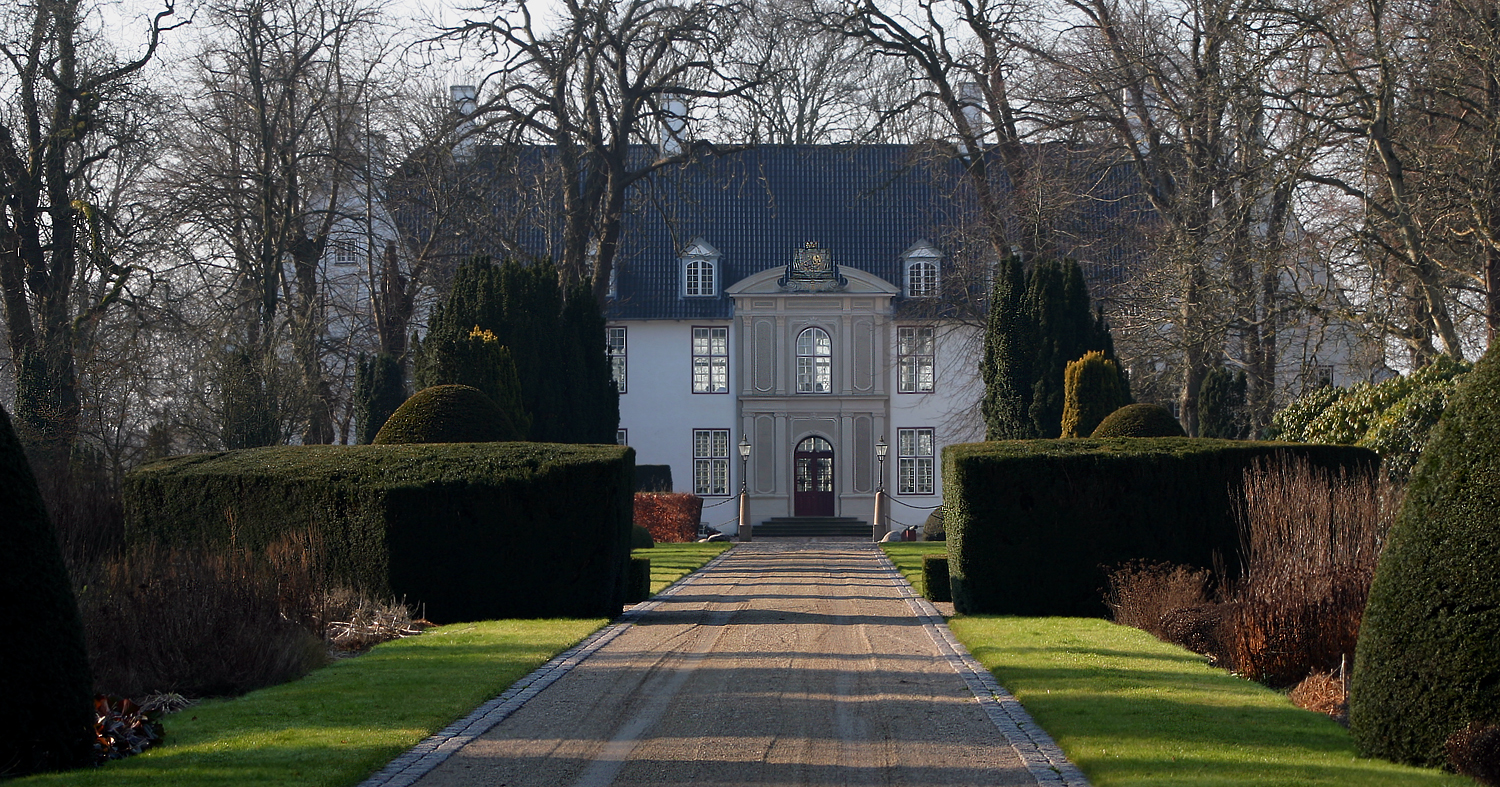
Замок Шакенборг был заложен епископатом Рибе

Рибе является старейшим из датских городов. Основан, согласно археологическим данным, не позднее VIII века. В 860 году святой Ансгар, с разрешения короля Ютландии Эрика, строит здесь церковь. Запись об этом событии в хронике является первым письменным упоминанием о Рибе. В эпоху викингов в Рибе массово поизводились овальные фибулы.
В течение Средневековья Рибе остаётся богатым торговым городом, важнейшим портом Датского королевства на Северном море. В 1043 году город был захвачен славянами-вендами.
В 1350 году город сильно пострадал от эпидемии чумы. Неоднократно в Рибе случались большие пожары: с 1176 по 1402 он горел 7 раз. В 1362 и 1512 Рибе подвергался наводнениям. Тем не менее на рубеже XV—XVI веков в Рибе проживало 5 тыс. человек, что делало его одним из крупнейших городов Северной Европы. Однако впоследствии, в связи с возвышением Копенгагена и Оденсе, значение Рибе стало падать. Большой пожар 1580 года и сильное наводнение 1634 года ускорили этот процесс. Во время эпидемии чумы 1659 года в городе погибла 1/3 его жителей.
В 1808 году Рибе был занят наполеоновской армией, а в 1848, 1864 и в 1940 году — немецкими войсками.

## Персоналии
- В Рибе родился датский историограф Нильс Краг[2].
- В Рибе родился датский писатель и художник Кьелль Абелль.
- Умер Андерс Сёренсен Ведель (1542—1616) — датский священник, придворный проповедник, переводчик, поэт, археолог и историк.

## Города-партнёры

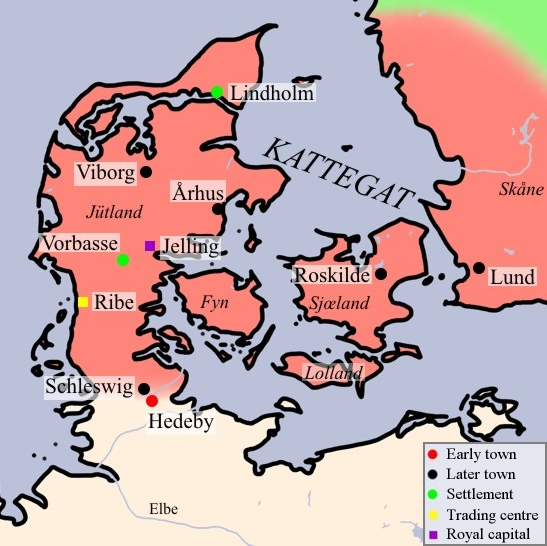
Географическое положение Рибе

- Или, Великобритания
- Бальруа, Франция
- Ратцебург, Германия
- Гюстров, Германия
- Кремс, Австрия
- Стренгнес, Швеция
- Лейкангер, Норвегия
- Тайнань, Тайвань